# Werner Wenz
Werner Wenz (* 18. März 1926 in Limburg an der Lahn; † 9. Februar 2019 in Freiburg im Breisgau) war ein deutscher Chirurg. 

## Leben
Werner Wenz studierte Medizin an der Justus-Liebig-Universität Gießen und an der Johannes Gutenberg-Universität Mainz. Er legte 1951 in Mainz sein medizinisches Staatsexamen ab. An der Universität Zürich absolvierte er eine Fachausbildung im Fach Pathologie, anschließend in der Radiologie und in der Chirurgie. 1954 wechselte er als Oberarzt an das Universitätsklinikum Heidelberg und baute dort die Röntgenabteilung in der Chirurgischen Klinik auf. Die radiologische Facharztanerkennung erhielt er 1961. 
Nach seiner Habilitation 1964 war er zunächst als Privatdozent tätig. 1972 wurde er auf den Lehrstuhl für Radiologie an der Medizinischen Fakultät der Albert-Ludwigs-Universität Freiburg berufen. Zudem übernahm er als Ärztlicher Direktor die Leitung der Abteilung Röntgendiagnostik am Universitätsklinikum Freiburg. 1976/77 war er Dekan der medizinischen Fakultät. Er war von 1983 bis 1985 Prorektor für das Universitätsklinikum der Universität Freiburg und wurde 1987 mit der Universitätsmedaille in Bronze ausgezeichnet. 1991 wurde er emeritiert.
Lehr- und Forschungsschwerpunkte waren die radiologische Diagnostik und die radiologische interventionelle Therapie. Er galt als Experte für Gefäßdilatationen. Er hat Drainage-Verfahren und die interventionelle Behandlung des Pfortaderhochdrucks (TIPS) etabliert. Für seine Forschung zum Verschluss (Embolisation) von Arterien des Verdauungstraktes wurde er 1985 mit dem Röntgen-Preis ausgezeichnet. 2000 wurde er Ehrenmitglied der Deutschen Röntgengesellschaft.
Er hat zahlreiche wissenschaftliche Arbeiten aus der Magen-Darm-Diagnostik, der Angiographie und der interventionellen Radiologie veröffentlicht. Er war langjähriger Herausgeber der Monatszeitschrift „Der Radiologe“ und Mitglied von wissenschaftlichen Beiräten von mehr als zwölf wissenschaftlichen Gesellschaften und Zeitschriften.
Werner Wenz engagierte sich für zahlreiche Sozialprojekte im Heiligen Land. Er war Mitglied im Deutschen Verein vom Heiligen Lande. 1983 wurde Werner Wenz von Kardinal-Großmeister Maximilien de Fürstenberg zum Ritter des Ritterordens vom Heiligen Grab zu Jerusalem ernannt und am 7. Mai 1983 im Paderborner Dom durch Erzbischof Franz Hengsbach, Großprior der deutschen Statthalterei, investiert. Er war Komtur des Ordens.